# 颱風烟花
颱風烟花（英語：Typhoon In-fa，國際編號：2106，聯合颱風警報中心：WP092021，菲律賓大氣地球物理和天文服務管理局：Fabian）是2021年太平洋颱風季第6個被命名的風暴；形成於沖繩東南方海域，在7月18日獲得日本氣象廳的命名，緩慢通過八重山群島後，在7月26日於杭州湾進入中國大陸。「煙花」一名由澳門提供，即煙火，一種以火藥和金屬的粉末製成的物體，以火點燃後會燃燒、爆炸並綻放出聲音和五顏六色的光線，通常在戶外使用。此名字第二次使用，取代菲律賓破壞被除名的芭瑪。
在烟花生命史的早期，與查帕卡引導的西南季風導致在菲律賓發生了洪災，有5人罹難。之後接近並通過八重山群島時，在日本沖繩縣產生強風導致多起停電事件。最终登陸中國大陸時，在浙江杭州灣到上海沿海一帶產生狂風暴雨，總計有12個測站的雨量突破七月份的雨量紀錄。

## 氣象歷史
烟花起源於關島西北西方海域，美國海軍研究實驗室的擾動編號為98W，在7月12日美國天氣預測模型即模擬出此系統，隨者太平洋高壓勢力退縮，在呂宋島東方海域逐漸利於熱帶氣旋的發展，到了7月14日下午，聯合颱風警報中心將此系統在24小時增強為熱帶低氣壓的可能性直接評為「中」，此時98W有明顯向赤道流出的通道，西北方的熱帶對流層上部槽支持此系統的發展，；翌日聯合颱風警報中心發出熱帶氣旋形成警報。由於較低的垂直風切，使得98W能夠持續發展，螺旋狀逐漸在衛星雲圖上清晰可見，並向北移動，在當日下午日本氣象廳及聯合颱風警報中心先後將此系統升格為熱帶性低氣壓，聯合颱風警報中心給予編號09W，之後當日晚間8時日本氣象廳發出烈風警告，表示預計在24小時內增強為熱帶風暴，儘管低層環流暴露，發展稍稍放緩，不過7月17日晚間環流東側爆發大量對流，7月18日上午2時日本氣象廳將此系統升格為熱帶風暴，給予國際編號2106，並命名「烟花」，不過聯合颱風警報中心仍維持熱帶性低氣壓強度；在接下來的六小時，增強的對流稍稍覆蓋的低層環流，聯合颱風警報中心在當日上午8時將烟花升格為熱帶風暴，入夜之後中心附近對流逐漸爆發，使得烟花開始有顯著的增強，同時受到副熱帶高氣壓的影響，開始以比較偏西的方向移動，隔日上午8時日本氣象廳將其升格為強烈熱帶風暴，不過在接下來的的數小時，受到乾空氣的影響，使其發展再度放緩，低層環流部分暴露，直到20日上午開始改善，並打開風眼，聯合颱風警報中心在當日下午2時將其升格為颱風。。晚上8時，日本氣象廳將其升格為颱風，接下來的24小時穩定增強，不過到21日晚上開始又受到乾空氣影響，強度略為減弱；其移動速度非常緩慢。
在7月23日上午，烟花開始加速向北北西移動。後來，烟花通過宮古島和多良間島之間，兩個氣象機構對於強度的判斷有很大的落差：日本氣象廳公布烟花仍維持80節的風速，但聯合颱風警報中心認為其已減弱為熱帶風暴，之後眼牆置換週期結束後聯合颱風警報中心將其升回颱風，在25日凌晨受副熱帶高氣壓影響，轉向西移動，7月25日，中央气象台宣布烟花於中午12時30分前後在浙江省舟山市普陀區沿海登陸，中心附近最大风力13级（每秒38公尺），中心附近最低气压965百帕，之後烟花受到地形的影響，強度開始有顯著的減弱，進入杭州湾後，風眼變得模糊不清，中心密集雲團區逐漸解體，當日下午2時聯合颱風警報中心將其降格為熱帶風暴，當日晚間8時日本氣象廳將烟花降格為強烈熱帶風暴。7月26日，中央气象台宣布烟花上午9時30分前後在浙江省平湖市獨山港鎮沿海再次登陸，登陸後不久，聯合颱風警報中心發出最後一報，當日晚間8時日本氣象廳將其降格為熱帶風暴。7月27日下午烟花通過江苏省南京市高淳区。7月28日凌晨2時，日本氣象廳在將時煙花降格为热带低压，同日上午5時其中心位于安徽省滁州市定远县，此時系統轉向北移動。7月29日09时20分，烟花的环流中心进入山东，當7月30日移入渤海時，日本氣象廳認定轉化為溫帶氣旋。7月31日，煙花登陸遼寧省後消散。
日本氣象廳與聯合颱風警報中心初步認定的巔峰的時間有很大的落差，聯合颱風警報中心認為巔峰在7月21日上午11時，此時烟花位於沖繩島南方，中心附近一分鐘平均風速為每小時175公里，德沃夏克分析法在T4.5-T5.0間；而日本氣象廳初步認為巔峰在7月24日中午前後，此時烟花位於八重山群島北方，中心附近十分鐘平均風速為每小時150公里，中心氣壓950百帕。

## 對日本的影響

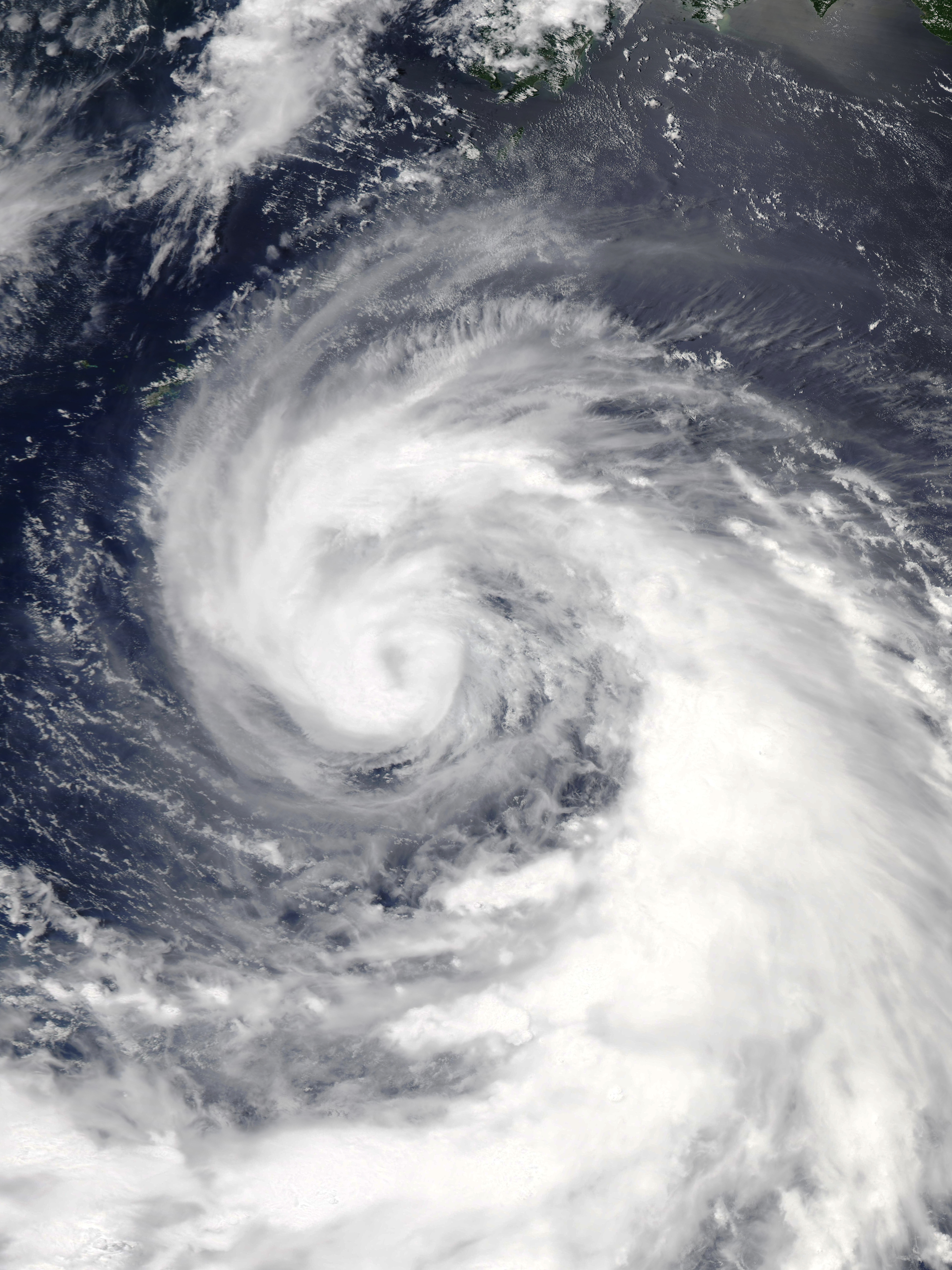
在7月19日的強烈熱帶風暴烟花

由於烟花接近，在7月17日沖繩本島和先島群島進入高度警戒，沖繩氣象台在7月17日召開防災會議，此時，日本氣象廳開始對沖繩縣的各個群島發出大浪、閃電和強風警告，主要在沖繩島、八重山群島、奄美群島和大東群島，海上的強風警告擴展到四國地方附近；在大東群島，7月19日開始船班因颱風中斷，漁民返港避難，學校也因此停課，在沖繩島和奄美群島，7月21日有310架次航班停飛，有許多地區的中小學停課，此外，亦有沖繩的船班停航，南城市的嚴重特殊傳染性肺炎疫苗接種因此暫停。
7月18日開始，烟花開始在大東群島產生大浪，隔日開始在南大東村產生強風暴雨，測站測得每小時40公里的風速；7月21日在嘉手纳空军基地測得每小時65公里的持續風速，陣風測得每小時80公里，三天後在久米島機場測得每小時60公里的風速，當日久米島町測站測得310.5毫米雨量。
在南城市政府部門的電力和通訊受到烟花破壞，導致執行居民撤離變得較為困難，那霸市災害應變部督促高齡居民避難，沖繩群島和大東島的農業損失為4650萬日圓；在7月23日烟花經過八重山群島，在該群島產生強風，在下地島測得每小時139公里的陣風，在石垣島也測得每小時137公里的陣風，此時久米島機場陣風測得每小時131公里，強風導致在宮古島市、竹富町和石垣市合計有4940戶停電，在石垣市有一顆250年的老樹被吹倒；在名護市有一棟無人公寓的外牆因大雨而坍塌，磚塊掉落街上無人受傷；烟花移動緩慢使宮古島有79小時在暴風警告的範圍內。

## 對台灣的影響
- 當地評定之巔峰強度分級：（CWA）
- 當地評定之最高持續風速：43每秒（84節；150每小時）（十分鐘）

當地發布之颱風警報：海上颱風警報
在20日的預報中，烟花有登陸北部陸地的可能性，並與2009年的颱風莫拉克路徑相似，由於烟花接近，石門水庫進行了調節性放水以增加滯洪空間，交通部中央氣象局在7月21日晚間8時30分發出海上颱風警報，在7月23日新竹縣有14所學校停課，同日桃園市復興區在下午3時開始停工，由於烟花以較遠距離通過，不但沒有登陸，而且陸上颱風警報沒有發出，之後隨烟花遠離，中央氣象局在7月24日上午11時30分解除海上颱風警報，不過當日下午有五個鄉鎮區停工，分別是桃園市復興區、新竹縣尖石鄉和五峰鄉、苗栗縣泰安鄉和南庄鄉。
由於烟花的實際路徑較原先登陸北部的路徑落差較大，所以沒有較嚴重的災情，中央災害應變中心僅二級開設；在臺灣共有101件災情，大部分為路樹倒塌；共撤離了139人，最多同時有3345戶因烟花的影響而停電，在北部山區發生多起落石和坍方事件，其中在五峰鄉較為嚴重，當地24小時雨量達到351毫米，而在復興區有一輛執勤中的臺灣電力公司工程車被落石擊中，在泰安鄉有一台行駛中的小客車被直徑20公分的樹幹砸中；烟花也讓稍微吃緊的水情得到改善，本島大部分都正常供水，僅臺中市和彰化縣北部因水氣較難抵達德基水庫集水區，使德基水庫蓄水較慢而仍在減壓供水。

## 對菲律賓的影響
當地發出之最高風暴信號：一號風暴信號
儘管烟花離呂宋島較遠，但菲律賓大氣地球物理和天文服務管理局預期其與查帕卡引導的西南季風將導致呂宋島和米沙鄢群島降雨，該局不僅於7月22日下午5時對巴丹群島及巴布延群島發出一號風暴信號，也對馬尼拉都會區附近的數個省份發出暴雨警告。
因為烟花與查帕卡導致西南季風增強，降下大雨，導致馬尼拉市區道路在7月21日被淹，當日馬尼拉大都會發展委員會表示現在的水淹到膝蓋位置，導致一些車輛拋錨，菲律賓大理院當日因淹水而暫停審理一天，莫利諾大壩發生溢流。在三描礼士省的劇烈降雨導致該省的卡斯蒂利亞霍斯有11個家庭需要撤離，在奥隆阿波發生的山體滑坡有4個家庭需要撤離，大範圍的洪水氾濫導致巴丹自由港區停工，在邦板牙省的河水氾濫，而北伊羅戈省的巴塔克有25名感染嚴重特殊傳染性肺炎的患者因淹水需要撤離，在7月24日，馬利金納河水位達到16公尺高。
當地有5人因洪水而罹難，其中2人在阿吉拉爾發生的洪水氾濫中罹難，2人在伊羅戈區發生的雷擊事件中罹難，另外一人在本格特省的交通事故中罹難，該起事故另外造成2人受傷。國家災害風險管理中心估計有20多萬人受到烟花語查帕卡引進的西南氣流影響，農業損失估計為1億披索，基礎建設損失為2.4億披索；有572棟房屋受損，其中有143棟全毀，數個城市受到一定程度的停電，7個港口受到破壞，有72,239人無家可歸，其中有38,472人被分散安置在365個不同的避難所。
大雨過後，政府當下準備了58,200美元的食物救濟災民，並提撥了1,660万美元的作為救災基金，另外提撥了330万美元用於食物援助。當地災害管理單位與政府部門協助災後重建。

## 對中國大陸的影響
國家氣象中心發布之最高颱風預警信號： 颱風橙色預警信號

### 防災措施

7月24日颱風烟花正接近华东地区

在此系統獲得命名時，中國大陸就開始戒備，福建省气象台7月18日9时10分发布“海上台风消息”和“台风预警Ⅳ级”响应。中国铁路上海局集团根据中央气象台预报之台风可能径路和影响范围，对部分经由杭深铁路、杭甬高铁、萧甬铁路、金山铁路、金温铁路、衢九铁路、衢宁铁路、宣杭铁路、皖赣铁路、金千铁路、金台铁路等线路營運的列车采取停駛或缩线运行措施；之後中央氣象台在7月23日發出颱風橙色預警信號，並預期會在浙江和上海造成強風暴雨；在浙江，气象部门预测烟花最大可能于7月25日下午至夜间，在舟山到三门湾一带沿海登陆，登陆时为台风级或强台风级。7月24日，浙江将防台风应急响应提升至Ⅰ级。浙江省發佈之地质灾害气象风险红色预警、山洪灾害红色预警、海浪红色预警、风暴潮红色预警等各種预警至少130条。杭州萧山国际机场宣布取消7月25日的全部航班，26日的航班根据目前天气预测，也将有大幅取消。在上海，7月24日10時該市气象局启动台风三级应急响应；當日下午1時，上海中心气象台发布台风黄色预警信号；18时，上海市气象局启动台风二级应急响应。上海的防御措施包括：洋山深水港停止一切作业，所有船只离港避风；东海大桥往洋山方向集卡禁行；上海轮渡、客轮全线停航至收渡；崇明公交申崇七线、横长线停駛；上海部分景点包括上海天文馆、锦江乐园等关闭；全市的体育场馆和体育博物馆關閉；台风影响期间，暫停組織室外的群體運動和各種赛事活动。浦东机场和虹桥机场于7月25日执行的所有客运进出港航班取消。7月25日，上海地铁所有地面、高架区段车站停駛。7月25日15时，金山嘴潮位达到5.47公尺，金山区防汛指揮部于當日16时决定将该区的防汛防台应急响应级别由Ⅱ级提升至Ⅰ级。7月25日下午1時30分後，北京南站至上海方向的列车停駛。當天晚間7時以后，所有至上海各个車站的高铁列车全部停駛。7月25日下午3时起，奉贤区所有途经黄浦江跨江大桥的公交线路、全部城乡巴士线路及其余18条线路全部停駛；25日17时起，金山区所有公交线路停駛。7月26日，上海地铁3、5、16和17号线、浦江线、磁浮线全线以及其他地面、高架区段车站暂停營運。在江蘇，防指于7月24日10时启动全省防台风Ⅲ级应急响应；南京市气象灾害应急指挥部办公室于13时启动全市气象灾害（台风）Ⅲ级应急响应。南通沿江口门船闸已停止放行船舶出江。25日11时，江苏省气象局发布命令，将重大气象灾害（台风）应急响应级别由Ⅲ级提升为Ⅱ级。在安徽，7月24日合肥市教育局發出紧急通知，要求台风影響期间暂停舉辦学生亲水活动、夏令营等集體活动，暑托班、校外培训机构等线下培训全數暂停。在7月24日上午10时，安徽省已累计提前转移危险区人员有706人、关闭景区景点有305个、建筑工地停工有592个，共有15.7万名抢险救援人员待命。
之後烟花減弱為熱帶低壓後轉向北移動，华北地区也開始戒備，在山東，济南市宣布7月28日上午上班時間推迟至上午10时上班。7月27日20时，山東省防指启动防汛防台风Ⅳ级应急响应。7月28日06时00分，山东省气象台发布台风蓝色预警信号和暴雨橙色预警信号。當日晚間8时，山東省水利厅和省气象局联合发布山洪灾害气象预警。7月29日，中国铁路济南局集团有限公司安排79趟客车临时停駛。7月29日2时15分，泰安市氣象台发布暴雨紅色預警。在河南，當地政府記取近日水災教訓，郑州市的學校7月27至29日停課，在易淹水的隧道派人24小時駐守。在北京，7月29日上午6時當地气象台发布暴雨蓝色预警信号。此外雷电蓝色预警、地质灾害气象风险黄色预警、洪水蓝色预警也相继发布。

### 影響

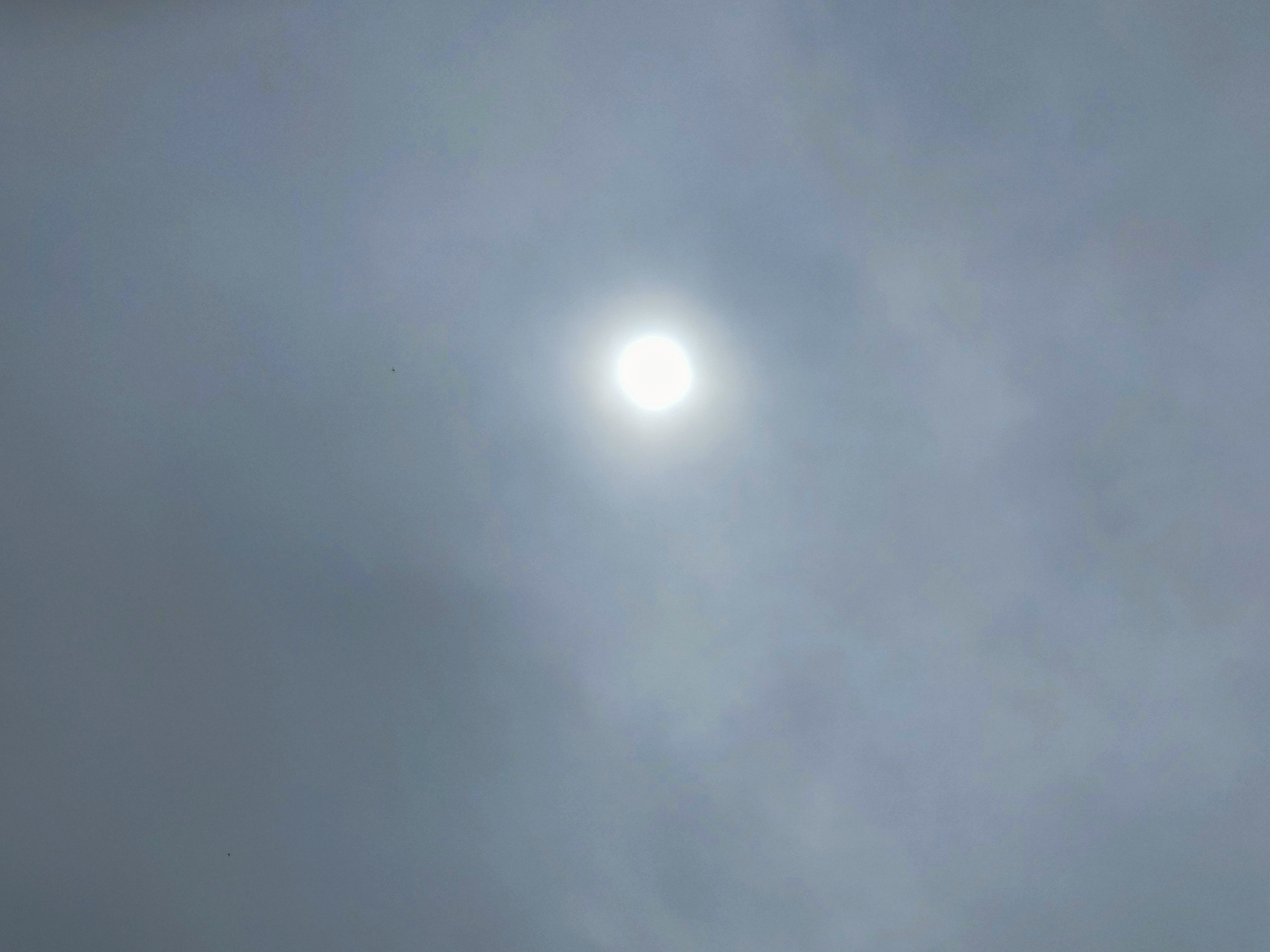
台风烟花风眼内部，摄于舟山普陀区，可看见太阳。

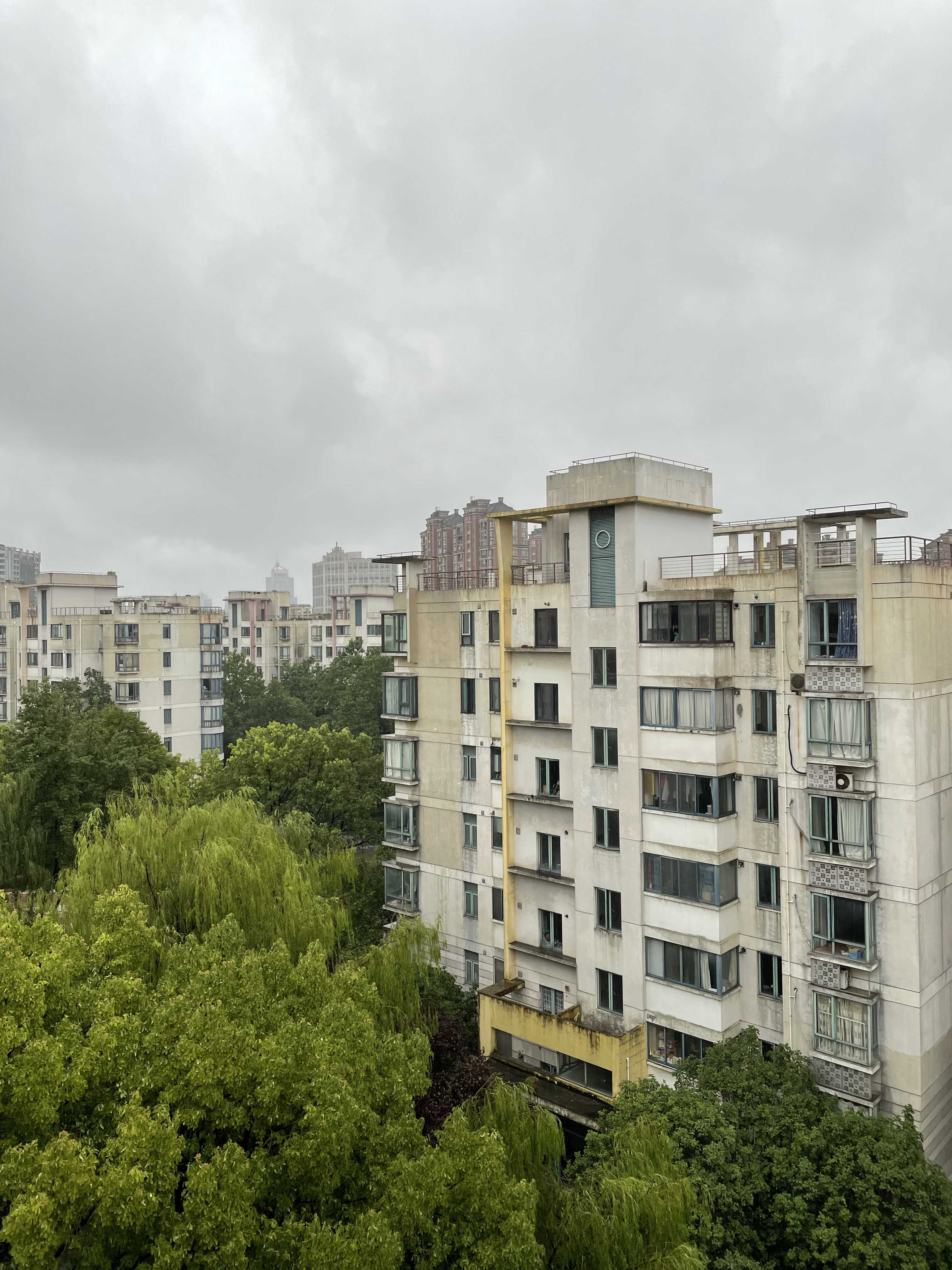
受烟花影响，上海市出现阵雨和大风天气。

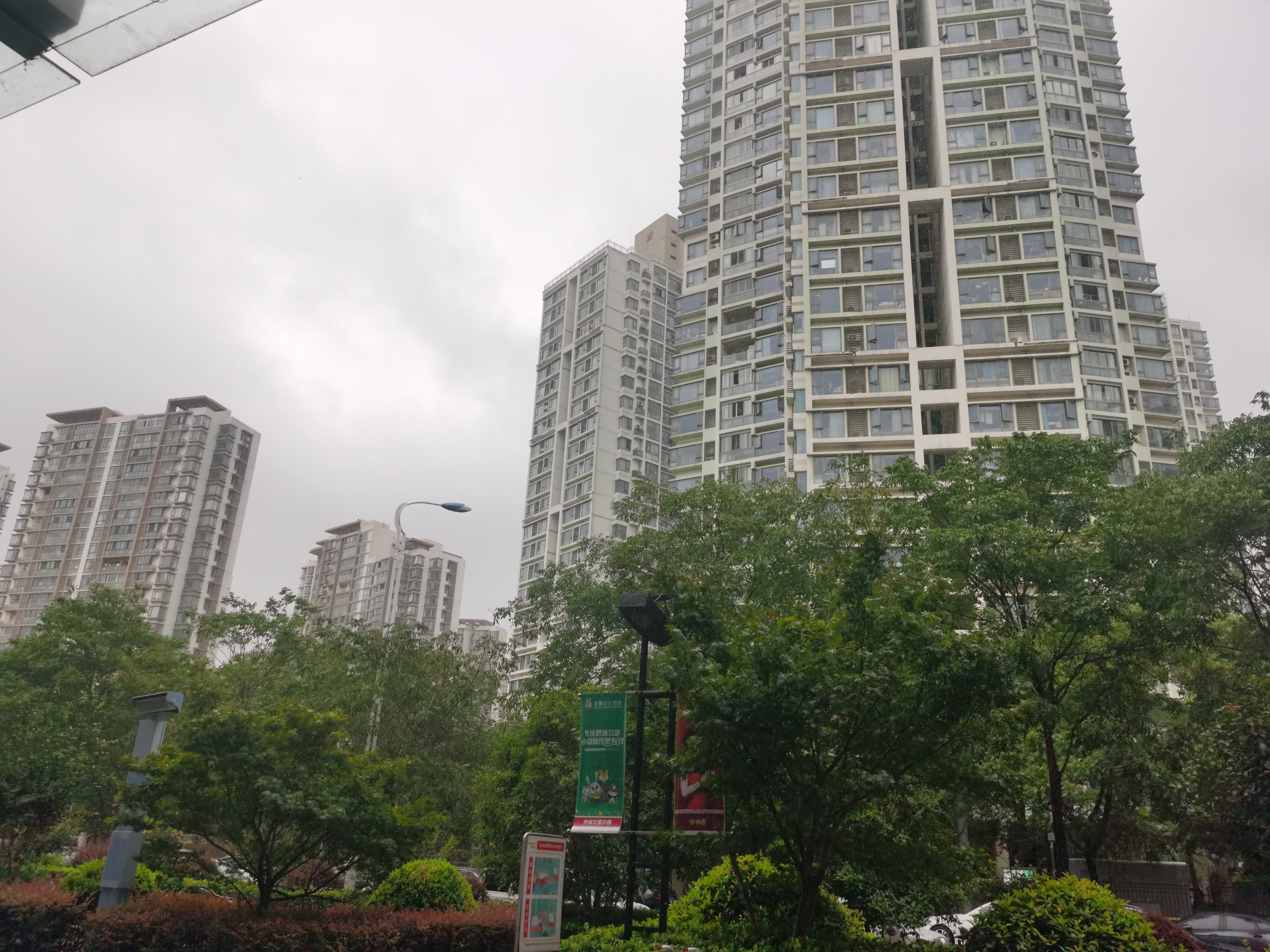
受烟花影响，苏州市出现强风天气并伴有降水，最大可达暴雨级别。

在未登陆以前，烟花已经对中国大陆的气候产生影响。7月20日，河南发生致災性极端降雨，導致302人罹難。中國氣象局表示，發生暴雨的主要原因，為颱風煙花和副熱帶高壓源源不絕地引導大量水氣到陸地，廣東又同時有颱風查帕卡將南海水氣捲進陸地助長聲勢，受到太行山及伏牛山等地形抬升的影響，在河南集結成雨，造成此次河南大量降雨形成洪災。
烟花通過舟山群岛後進入杭州灣時，在浙江、上海、安徽和江蘇四個省市產生強風暴雨，之後於浙江平湖再度登陸，成為氣象史上第一個兩次登陸浙江的熱帶氣旋，沿岸掀起10公尺高的大浪，沿海地區出現海水倒灌和山體滑坡的情形；在浙江，7月22日8时至26日6时，余姚大岚镇丁家畈站累计雨量达951毫米，破登陆浙江省的台风期間累計雨量紀錄，導致了大範圍的淹水，有些地方甚至淹到二樓，當地居民吸取河南的慘痛經驗，將私家車開上高架橋；在上海，7月24日開始受外围影响，上海已出现阵雨和大风天气，隔日風力增強，強風吹掀了地鐵莘庄站天桥的頂棚，掉落時壓壞沪昆铁路接触网，導致部分列車中斷運轉，被吹倒的樹木造成中低壓架空線路跳閘，導致許多地方停電，金山区内河水位達到創历史纪录的3.92米，大雨也導致上海出現不同程度的淹水，最深積水半公尺，一間存放化工原料的工廠淹水，若化工原料被淹將對附近地區產生危害，必須動員消防人員進行緊急抽水，共動員40多名人員，才沒有發生悲劇，在近十年來影响上海的台风中雨量排名第一；在較內陸的安徽也有災情，有56萬人受災，經濟損失為6.5億人民币；而在整個華東地區共有271.1萬人受災，約1100間房屋受損，經濟損失為33.5億人民幣，浙江和上海總計有12個測站創7月份雨量紀錄，颱風影響期間雨量最多在浙江余姚丁家畈測站，測得1034.3毫米；但在福建和廣東沿海受烟花的下沉氣流影響，天氣炎熱，在福建省泉州市泉港区九峰寺一度測得40.6摄氏度的高溫。台风烟花也给此前在2021年7月河南水灾中受灾的省份河南省东部带来了暴雨到大暴雨量级的强降水天气，其中河南省永城市受台风“烟花”外围云系影响，出现了普遍暴雨大暴雨天气。7月27日14时至7月29日06时，该市的全市自动站过程最大降水量和过程极大风均出现在芒山站，为145.4mm及22.7m/s(9级)。

### 善後
在淹水退去後，災後復原開始進行。在安徽省，消杀车在被淹過水的地方進行消毒，以防瘟疫孳生。在浙江省，被撤離的偏鄉居民在7月27日開始返家，並開始清理被淹的家園。7月30日，國家發展改革委紧急下达中央预算内投资7.95亿元，专项用于河南、四川、山西、浙江暴雨台风洪涝灾害受灾严重地区基础设施和公共服务设施灾后恢复重建。中國共產黨党员干部们也为受災戶的農民提供协助，以加快災民的復原速度。

## 熱帶氣旋警告使用紀錄

### 中國大陸
| 国家气象中心 颱風預警信號 | 国家气象中心 颱風預警信號 | 国家气象中心 颱風預警信號 |
| ------------------------- | ------------------------- | ------------------------- |
| 上一熱帶氣旋              | 颱風藍色預警信號          | 下一熱帶氣旋              |
| 颱風查帕卡                | 颱風藍色預警信號          | 熱帶風暴盧碧              |
| 颱風查帕卡                | 颱風橙色預警信號          | 超強颱風璨樹              |
| 颱風查帕卡                | 颱風黃色預警信號          | 超強颱風璨樹              |

### 臺灣
| 交通部中央氣象局 颱風警報 | 交通部中央氣象局 颱風警報 | 交通部中央氣象局 颱風警報 |
| ------------------------- | ------------------------- | ------------------------- |
| 上一熱帶氣旋              | 海上颱風警報              | 下一熱帶氣旋              |
| 輕度颱風彩雲              | 海上颱風警報              | 輕度颱風盧碧              |

### 菲律賓
| 菲律賓大氣地球物理和天文服務管理局 風暴信號 | 菲律賓大氣地球物理和天文服務管理局 風暴信號 | 菲律賓大氣地球物理和天文服務管理局 風暴信號 |
| ------------------------------------------- | ------------------------------------------- | ------------------------------------------- |
| 上一熱帶氣旋                                | 一號風暴信號                                | 下一熱帶氣旋                                |
| 熱帶低氣壓07W                               | 一號風暴信號                                | 強烈熱帶風暴康森                            |

## 外部連結
| 太平洋颱風季             |
| 主題頁 - 專題 - 編輯指南 |

- （日語）日本氣象廳首頁 （页面存档备份，存于）
- （英文）聯合颱風警報中心首頁 （页面存档备份，存于）
- （简体中文）中國國家氣象中心首頁 （页面存档备份，存于）
- （繁體中文）臺灣中央氣象局首頁 （页面存档备份，存于）
- （繁體中文）香港天文台首頁 （页面存档备份，存于）
- （繁體中文）澳門地球物理暨氣象局首頁 （页面存档备份，存于）
- （英文）菲律賓大氣地球物理和天文管理局 惡劣天氣公告 （页面存档备份，存于）
- （泰文）泰國氣象局首頁 （页面存档备份，存于）